# 2-ميثيل الهكسان
2-ميثيل الهكسان هو مركب عضوي من الهيدروكربونات صيغته الكيميائية C7H16، وهو أحد مصاواغات الهبتان، ولذلك يسمى المركب أيضاً إيزو الهبتان

## التحضير
يمكن تحضير المركب مخبرياً من تفاعل كاشف غرينيار بروميد نظامي بوتيل المغنسيوم مع الأسيتون وفق المخطط التالي: